# Оконек (гміна)
Гміна Оконек (пол. Gmina Okonek) — місько-сільська гміна у північно-західній Польщі. Належить до Злотовського повіту Великопольського воєводства.
Станом на 31 грудня 2011 у гміні проживало 9001 особа.

## Територія
Згідно з даними за 2007 рік площа гміни становила 325.88 км², у тому числі:
- орні землі: 43.00%
- ліси: 41.00%

Таким чином, площа гміни становить 19.62% площі повіту.

## Населення
Станом на 31 грудня 2011:
| Опис     | Загалом | Загалом | Чоловіки | Чоловіки | Жінки | Жінки |
| -------- | ------- | ------- | -------- | -------- | ----- | ----- |
| одиниця  | осіб    | %       | осіб     | %        | осіб  | %     |
| все      | 9001    | 100     | 4508     | 50.08    | 4493  | 49.92 |
| міське   | 4014    | 100     | 1946     | 48.48    | 2068  | 51.52 |
| сільське | 4987    | 100     | 2562     | 51.37    | 2425  | 48.63 |

## Сусідні гміни
Гміна Оконек межує з такими гмінами: Борне-Суліново, Дебжно, Злотув, Ліпка, Чарне, Щецинек, Ястрове.